# Михаэль, Фридрих
Фридрих Михаэль (нем. Friedrich Michael; 30 октября 1892, Ильменау, Германия, — 22 июня 1986, Висбаден, ФРГ) — немецкий писатель и издатель.

## Биография
Был единственным ребёнком в семье врача. В гимназическую пору в Шлойзингене пробудился его интерес к театру и сопровождал его всю жизнь.
После получения аттестата зрелости в 1911 году изучал литературу и театроведение во Фрайбурге, Мюнхене и Марбурге, а с 1913 года — в Лейпциге, где в 1918 году получил степень доктора философии у Георга Витковски и Альберта Кёстера. Его диссертация «Зарождение театральной критики в Германии» (нем. Die Anfänge der Theaterkritik in Deutschland), написанная в годы войны, попыталась — как отметил Михаэль в предисловии — «впервые научно проникнуть в область, которую исследования до сих пор затрагивали лишь изредка».
Театр был также предметом его следующей крупной работы «История немецкого театра» (нем. Geschichte des deutschen Theaters, 1923), которую до сих пор можно найти на германистских семинарах университетов как «Малый Михаэль» (нем. Der kleine Michael) — в издании, постоянно обновляемом Гансом Дайбером.
Через своего научного руководителя Витковски Михаэль, к тому времени женившийся, познакомился с Антоном Киппенбергом, руководителем лейпцигского издательства Insel. Сначала он работал на него редактором журнала Das deutsche Buch, затем внештатным сотрудником издательства и ответственным редактором собраний сочинений многочисленных классиков — таких как Генрих Гейне, Фридрих Гёльдерлин и Генрих фон Клейст. Кроме того, он опубликовал несколько рассказов на страницах различных ежедневных газет, а в 1929 году — свое первое художественное произведение: сатиру под названием «Покушение. Хроника идеи фикс» (нем. Attentat. Chronik einer fixen Idee). Этим произведением, как позже писал Михаэль, он играл с огнем — «она должна была сгореть слишком рано». Следующий роман «Женщина с хорошими рекомендациями» (нем. Die gut empfohlene Frau, 1932) после прихода к власти нацистов оказался в списке книг, подлежащих сожжению. После этого Киппенберг предложил ему постоянную должность редактора и помощника в издательстве.
Поскольку Михаэлю не запретили писать, он занимался этим параллельно с издательской работой. Среди прочего он сочинил ряд стихов и два романа: «Бегство в Мадрас» (нем. Flucht nach Madras, 1934) и «Сильвия и суженый» (нем. Silvia und die Freier, 1941). Также в те годы Михаэль написал несколько пьес, в том числе известную комедию «Голубая соломенная шляпка» (нем. Der blaue Strohhut; впервые поставлена в феврале 1942 года, экранизирована в 1949 году). Эта пьеса долгое время считалась драматическим дебютом Фридриха Михаэля; только много лет спустя из архива Михаэля и писем Эриха Кестнера стало известно, что Михаэль уже работал над пьесами в середине 20-х годов и что оба автора также планировали совместные театральные проекты, которые, однако, вероятно, никогда не были реализованы.
В послевоенные годы Михаэля отправили в Висбаден, чтобы там — в связи с грозящим разделом Германии — создать западногерманское отделение издательства Insel. После смерти Киппенберга в 1950 году он занял его место и возглавлял издательство десять лет.

## Сочинения
По предложению и в сотрудничестве с Фолькером Михельсом с 1983 года выходит собрание сочинений Фридриха Михаэля в 18 томах. Седьмой и пока последний том собрания был опубликован в 1993 году:
- So ernst wie heiter. Betrachtungen, Erinnerungen, Episteln und Glossen. — Sigmaringen: Thorbecke, 1983.
- Der Leser als Entdecker. Betrachtungen, Aufsätze und Erinnerungen eines Verlegers. — Sigmaringen: Thorbecke, 1983.
- Die gut empfohlene Frau. Roman. — Sigmaringen: Thorbecke, 1984.
- Flucht nach Madras. Roman. — Sigmaringen: Thorbecke, 1984.
- Silvia und die Freier. Roman. — Sigmaringen: Thorbecke, 1984.
- Altes Erlebnis erneuern. Erzählungen, Causerien, Gedichte. — Sigmaringen: Thorbecke, 1985.
- Der blaue Strohhut. Die Lustspiele und andere Stücke. — Sigmaringen: Thorbecke, 1993.

Кроме того, среди прочего выходили:
- Die Anfänge der Theaterkritik in Deutschland. Leipzig: Haessel, 1918 (zugl.: Leipzig, Univ., Diss., 1918).
- [Kapitel 1:] Das Mittelalter und sein Ausklang // Das deutsche Drama. — München: C. H. Beck, 1925. — S. 1-106.
- (mit Hans Daiber) Geschichte des deutschen Theaters. — Frankfurt a. M.: Suhrkamp, 1990 (= suhrkamp taschenbuch; 1665).
- Tagebuch Januar bis Juni 1945 // Leipzig in Trümmern. Das Jahr 1945 in Briefen, Tagebüchern und Fotografien. — Leipzig: Lehmstedt, 2004. — S. 53-81.

## Наследие
Часть наследия Фридриха Михаэля сейчас находится в отделе рукописей Немецкого литературного архива в Марбахе. В общей сложности 22 ящика содержат лирику, прозу и корреспонденцию, а также автобиографические записи, такие как дневники 1927—1977 годов, и документы, такие как рецензии, договоры и экземпляр рукописи мемуаров Георга Витковски.